# Parasphenula
Parasphenula is een geslacht van rechtvleugeligen uit de familie Pyrgomorphidae. De wetenschappelijke naam van dit geslacht is voor het eerst geldig gepubliceerd in 1956 door Kevan.

## Soorten
Het geslacht Parasphenula omvat de volgende soorten:
- Parasphenula abyssinica Uvarov, 1934
- Parasphenula boranensis Salfi, 1939
- Parasphenula tewfiki Uvarov, 1938